# جيسي أبلغيت
جيسي أبلغيت (بالإنجليزية: Jesse Applegate)‏ هو مستكشف أمريكي، ولد في 5 يوليو 1811 في مقاطعة هنري في الولايات المتحدة، وتوفي في 22 أبريل 1888 في يونكالا في الولايات المتحدة.